# 约翰·摩尔·阿利森
约翰·摩尔·阿利森（英語：John Moore Allison；1905年4月7日—1978年10月28日），美国外交官、曾任远东事务助理国务卿、駐日本大使、驻印度尼西亚大使、驻斯洛伐克大使。1938年曾在中国南京见证南京大屠杀，并和日軍发生摩擦。